# Campeonato Amazonense 2002
In 2002 werd het 86ste Campeonato Amazonense gespeeld voor clubs uit Braziliaanse staat Amazonas. De competitie werd georganiseerd door de FAF en werd gespeeld van 13 januari tot 30 mei. Nacional werd kampioen.

## Eerste Toernooi
Nacional, Rio Negro en São Raimundo hadden een bye voor het eerste toernooi.
| Plaats | Club                 | Wed. | W | G | V | Saldo | Ptn. |
| ------ | -------------------- | ---- | - | - | - | ----- | ---- |
| 1.     | Cliper               | 10   | 6 | 3 | 1 | 24:9  | 21   |
| 2.     | Sul América          | 10   | 5 | 3 | 2 | 14:11 | 18   |
| 3.     | Fast Clube           | 10   | 5 | 2 | 3 | 22:13 | 17   |
| 4.     | Princesa do Solimões | 10   | 4 | 5 | 1 | 15:9  | 17   |
| 5.     | Libermorro           | 10   | 1 | 2 | 7 | 9:25  | 5    |
| 6.     | América              | 10   | 1 | 1 | 8 | 11:28 | 4    |

|  | Gekwalificeerd voor tweede fase |

## Tweede toernooi

### Eerste fase
| Plaats | Club         | Wed. | W | G | V | Saldo | Ptn. |
| ------ | ------------ | ---- | - | - | - | ----- | ---- |
| 1.     | Cliper       | 5    | 4 | 1 | 0 | 13:7  | 13   |
| 2.     | Nacional     | 5    | 4 | 1 | 0 | 10:5  | 13   |
| 3.     | Fast Clube   | 5    | 2 | 1 | 2 | 9:10  | 7    |
| 4.     | São Raimundo | 5    | 1 | 2 | 2 | 6:9   | 5    |
| 5.     | Sul América  | 5    | 0 | 2 | 3 | 5:8   | 2    |
| 6.     | Rio Negro    | 5    | 0 | 1 | 4 | 9:13  | 1    |

|  | Gekwalificeerd voor finale derde fase |

### Tweede fase
| Plaats | Club         | Wed. | W | G | V | Saldo | Ptn. |
| ------ | ------------ | ---- | - | - | - | ----- | ---- |
| 1.     | Nacional     | 5    | 4 | 1 | 0 | 20:11 | 13   |
| 2.     | São Raimundo | 5    | 4 | 0 | 1 | 16:6  | 12   |
| 3.     | Sul América  | 5    | 1 | 2 | 2 | 10:15 | 5    |
| 4.     | Rio Negro    | 5    | 0 | 4 | 1 | 5:9   | 4    |
| 5.     | Cliper       | 5    | 0 | 3 | 2 | 6:10  | 3    |
| 6.     | Fast Clube   | 5    | 0 | 2 | 3 | 3:9   | 2    |

|  | Gekwalificeerd voor finale |

## Finale
|               |          |       |        |                     |
| 30 mei Finale | Nacional | 3 – 2 | Cliper | Toeschouwers: 2.450 |
| 30 mei Finale |          |       |        | Toeschouwers: 2.450 |

### Kampioen
| Campeonato Amazonense de 2002 |
| Amazonas                      |
| ----------------------------- |
| NACIONAL Kampioen (38° titel) |